# Castel Trabuschgen
Castel Trabuschgen (in tedesco Schloss Trabuschgen) si trova nel comune di mercato austriaco di Obervellach nel Distretto di Spittal an der Drau appartenente al Land della Carinzia e la sua storia inizia nel XIV secolo.

## Storia

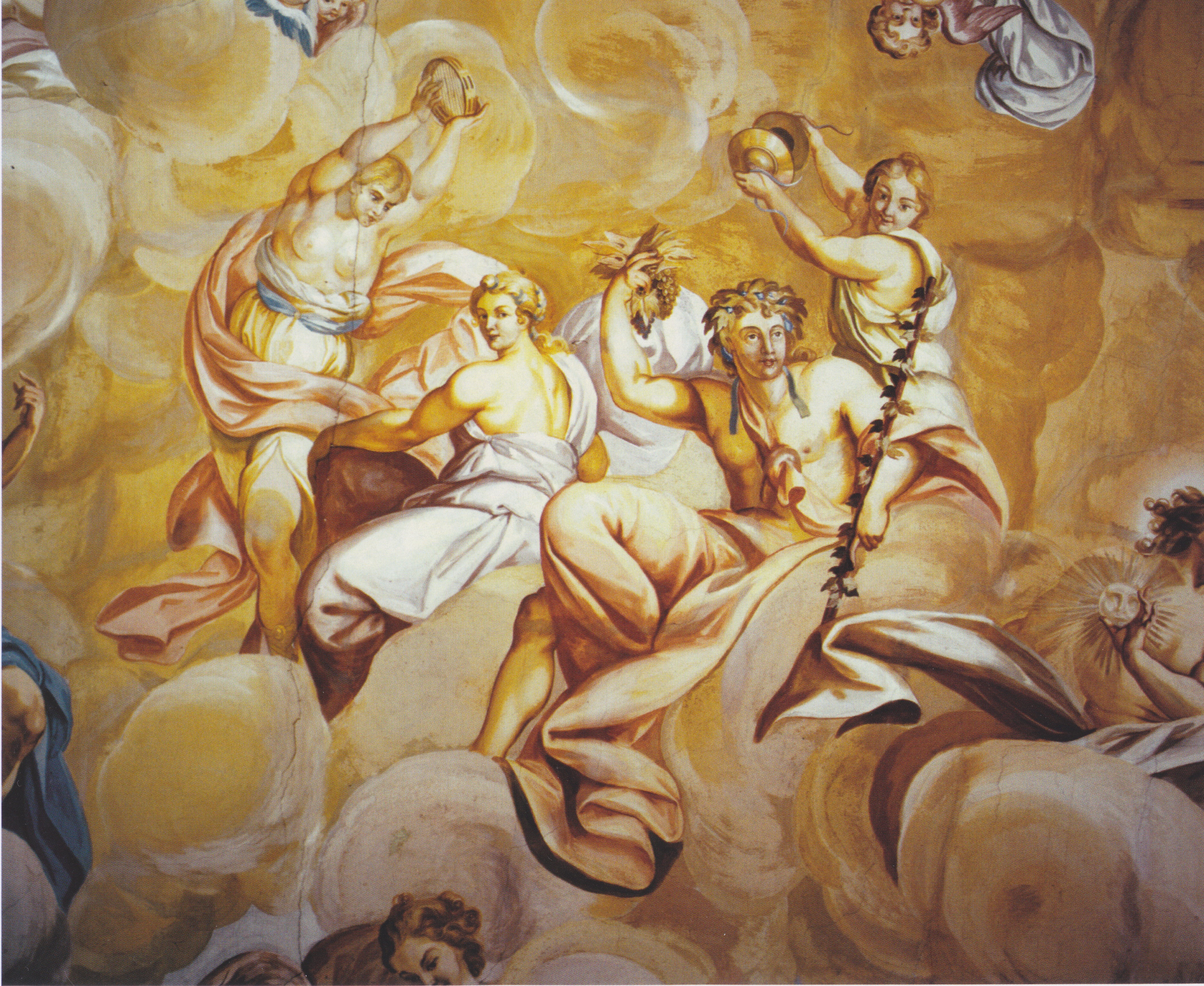
Allegoria delle Arti e delle Scienze, opera di Josef Ferdinand Fromiller realizzata nel 1716 per la decorazione del soffitto del grande salone al primo piano

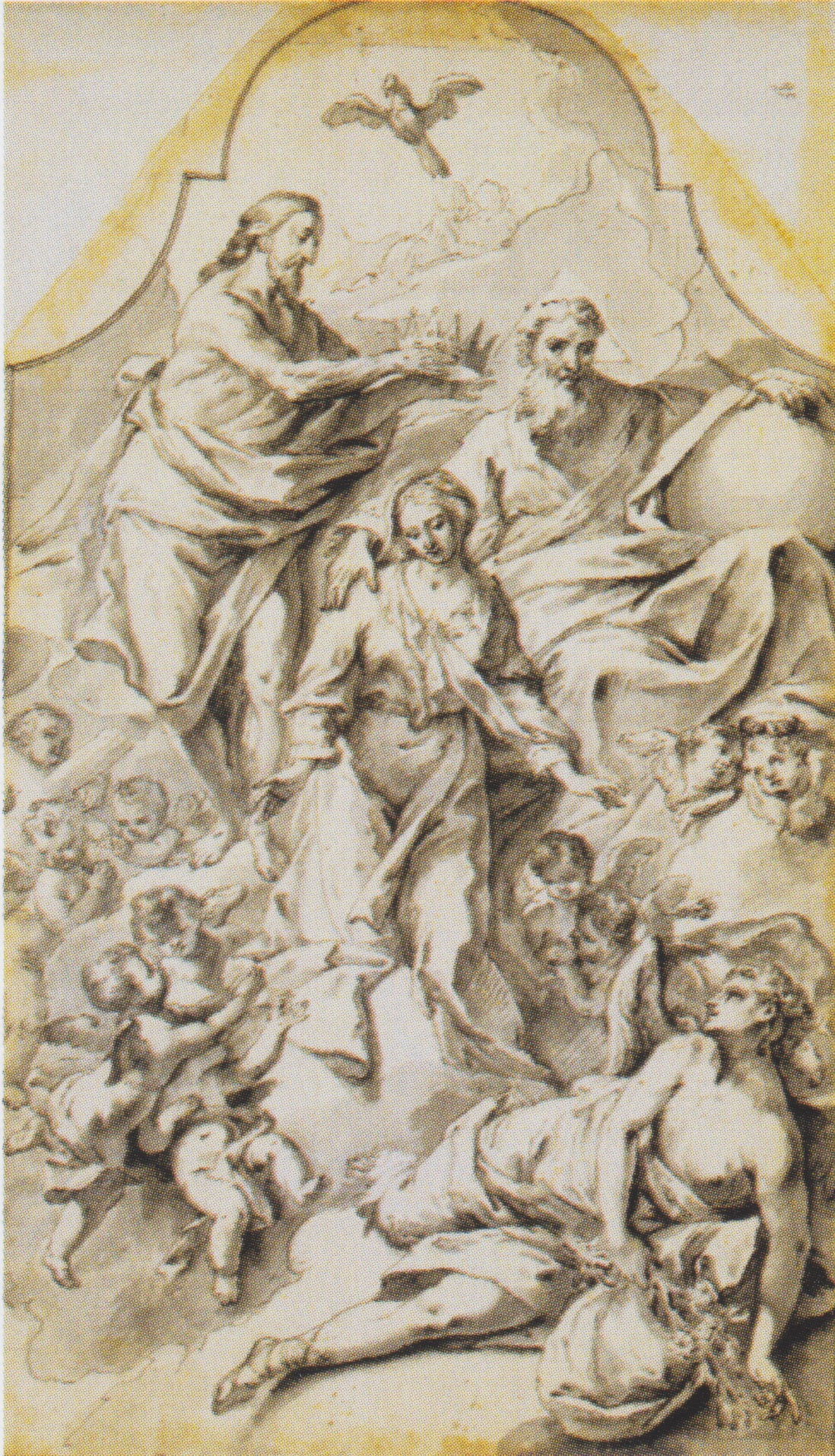
Bozzetto della pala d'altare raffigurante lIncoronazione di Maria per la cappella gentilizia del castello

Nell'allora Vellach, poi Obervellach, nel 1395 fu attestata la presenza di un castello denominato Dragoschken che con ogni probabilità fu costruito per volere di Friedrich Khuenburg. Il pronipote, suo omonimo, è ricordato dalle incisioni su una lastra di vetro conservata nel castello. Fu sempre la famiglia Khuenburg ad intraprendere importanti lavori di ristrutturazione tra il XV e e il XVI secolo. Nel 1633 il castello venne acquisito dal mercante veneziano Hans Widmann e suo figlio Martin lo vendette poco più tardi a Hans-Joachim e Georg Hendl, allora proprietari di una fabbrica di ottone a Möllbrücke. Gli Hendl a loro volta cedettero il castello nel 1651 ad Andreas Mayr, consigliere di St. Veit, e poi la proprietà passò all'allora governatore della Carinzia, il conte Johann Wilhelm Attems, che poi lo vendette nel 1691 ad Hans Adam Stampfer von Walchenberg. Furono i suoi figli, Hans-Josef e Franz Adam, a far conferire al castello le forme sontuoese che ci sono perbenute. La famiglia Stampfer von Walchenberg si era arricchita con le miniere d'oro e di rame nella valle del Möll e si distinse nel mecenatismo e nel collezionismo d'arte inoltre era stata elevata al rango di conte. Castel Trabuschgen appartenne alla famiglia fino al 1803 quando fu ceduto ad altri proprietari che si succedettero negli anni, tra i quali Franz Mulli, un conte Batthyány e un professore universitario, Leopold Wenger, che lo mantenne sino alla sua morte avvenuta nel 1953. Da quel momento passò alla famiglia Strach che lo gestì a lungo come albergo con annesso maneggio ma, in seguito a difficoltà economiche, il castello è stato messo all'asta all'inizio del 2006.

## Descrizione
Castel Trabuschgen si trova all'estremità settentrionale di Obervellach, comune austriaco nel Distretto di Spittal an der Drau appartenente al Land della Carinzia. Il nome Trabuschgen deriva da un termine slavo e ne indica la posizione elevata sul territorio. Le forme recenti risalgono all'inizio del XVIII secolo mentre alcune parti, come la volta a capanna dell'ingresso e gli stipiti delle porte del primo piano sono di epoca tardogotica, e la finestra a bifora sulla facciata posteriore è di epoca rinascimentale. La facciata principale anteriore si sviluppa su tre piani ed è caratterizzata dall'alto portale in posizione asimmetrica con colonne e sormontato dallo stemma di grandi dimensioni del conte Stampfer affiancato da vasi in pietra. Le ante del portone sono riccamente scolpite e la lunetta in alto è decorata da una grata barocca in ferro battuto. Il piano terra è intonacato e i due piani superiori sono caratterizzati da gigantesche lesene con capitelli che raggiungono la grondaia. La copertura del tetto è a padiglione ed è arricchita da un timpano con l'orologio che si estende su due finestre. Le finestre dei due piani superiori hanno cornici curvilinee tardo barocche. Gli interni sono di particolare interesse poiché vi si conservano in gran parte gli arredi della prima metà del XVIII secolo e molti ambienti sono riccamente affrescati. Al secondo piano si trova un grande salone che occupa l'intera profondità dell'edificio. Il pittore barocco carinziano Josef Ferdinand Fromiller vi realizzò qui, nel 1716, un grande dipinto sul soffitto su incarico di Franz Adam Stampfer. Questa fu la sua prima opera importante e raffigura gli dei dell'Olimpo in trono sopra le nuvole, che guardano con benevolenza alle gesta del popolo. Altri dipinti ad olio di grande formato, sempre opera di Fromiller, sono appesi alle pareti, e si tratta per lo più di copie di Peter Paul Rubens. Questa sala si ispira alla Sala Clementina in Vaticano. La Sala dell'Impero è arricchita da stucchi della fine del XVIII secolo e c'è anche una stufa in maiolica realizzata nello stesso periodo. I dipinti ad olio qui conservati ritraggono ex proprietari del castello e membri della famiglia imperiale. Nella sala da pranzo sono state conservate due travi dipinte del XVI secolo. La cappella del palazzo fu costruita tra il 1727 e il 1730 utilizzando una sala ovale nell'ala posteriore. Il suo soffitto è decorato con affreschi del pittore tirolese Anton Zoller e rappresenta forse la più importante opera pittorica dell'intero palazzo. La pala d'altare raffigura l'Incoronazione di Maria. Zoller realizzò anche i dipinti dello scalone di accesso al secondo piano realizzati su stucchi. L'edificio è proprietà privata.

### Bene architettonico tutelato
Castel Trabuschgen è stato posto sotto tutela dei monumenti da parte della Repubblica austriaca col numero 34692.